# Tázlár
Tázlár is een plaats (község) en gemeente in het Hongaarse comitaat Bács-Kiskun. Tázlár telt 2007 inwoners (2002).